# ایتاناگرا
ایتاناگرا (به پرتغالی: Itanagra) یک منطقهٔ مسکونی در برزیل است که در باهیا واقع شده‌است. ایتاناگرا ۶٬۴۳۶ نفر جمعیت دارد.